# Owen Hart
Owen James Hart (Calgary, Alberta, Canadá, 7 de mayo de 1965-Kansas City, Misuri, Estados Unidos, 23 de mayo de 1999) fue un luchador profesional canadiense conocido por sus años trabajando para la World Wrestling Federation (WWF) donde luchó usando como nombre de ring su propio nombre y el de The Blue Blazer. Hart nació en Calgary, Alberta, Canadá y era el más joven de doce hermanos, hijos del también luchador profesional, promotor de Stampede Wrestling y miembro del Salón de la Fama de la WWE, Stu Hart y Helen Hart. Owen era el hermano menor de Bret Hart.
Entre sus logros en la WWE/F están el haber ganado cuatro campeonatos en parejas de la WWE, un campeonato Europeo, dos veces El campeonato Intercontinental y así mismo, Hart fue el King of the Ring en 1994. A pesar de no haber ganado un campeonato de la WWE, Owen siempre estuvo envuelto en feudos por el mencionado campeonato en la empresa.
Owen falleció en un lamentable accidente cuando, haciendo de su personaje The Blue Blazer, cayó desde lo más alto del Kemper Arena en Kansas City el 23 de mayo de 1999.

## Vida privada
A fines de los 80, Owen conoce a Martha Joan Patterson con quien se casó. De esta unión nacieron sus dos hijos, Oje Edward Hart el 5 de marzo de 1992 y Athena Christie Hart, el 23 de septiembre de 1995. A pesar de que su caracterización de un luchador Heel predominó en la mayor parte de su carrera, Owen era muy querido tras bastidores por su naturaleza bromista.

## Carrera

### Entrenamiento y circuito independiente (1983-1988)
Hart obtuvo experiencia de lucha en la división amateur de lucha libre en la secundaria, a través de la que conoció a su esposa, Martha. La lucha libre no fue la primera opción de Hart para una carrera; según lo que Martha explicó en su libro Broken Harts, Owen intentó varias veces encontrar un trabajo rentable fuera de la lucha libre. Mientras esos intentos resultaron infructuosos, Hart fue entrenado en The Dungeon de su padre y trabajó para su empresa, la Stampede Wrestling y en Inglaterra para la Joint Promotions de Max Crabtree en luchas que fueron emitidas en World of Sport de ITV. Él se quedó en Stampede para los próximos años mientras mejoraba sus habilidades. Durante 1986, Hart hizo pareja con Ben Bassarab y ganó el Campeonato Internacional en Parejas de Stampede Wrestling. El éxito del equipo y las habilidades de Hart en el cuadrilátero le hicieron obtener el Premio al Novato del Año de Pro Wrestling Illustrated en 1987. Después de que él y Bassarab perdieran los títulos en parejas, él tuvo un feudo con Johnny Smith y Dynamite Kid.
En 1987, Hart fue a Japón, donde luchó para la New Japan Pro Wrestling en algunos tours. En NJPW, el luchó contra Keiichi Yamada tanto desenmascarado y posteriormente bajo el gimmick de Jushin Liger. El 27 de mayo de 1988, Hart derrotó a Hiroshi Hase por el Campeonato Peso Pesado Junior de la IWGP, pasando a ser el primer luchador no-japonés en ganar el título. Su reinado terminaría casi un mes después, ya que perdió el título contra Shiro Koshinaka el 24 de junio de 1988.

### World Wrestling Federation (1988-1989)
El éxito de Hart en Japón y la relación de trabajo de Stampede con la World Wrestling Federation llevó a Hart a firmar con la compañía el verano de 1988. En lugar de promover a Owen como el hermano menor de Bret Hart, la WWF decidió crear un gimmick de un superhéroe enmascarado que hiciera juego con su estilo volador. Él era llamado The Blue Angel por un breve periodo antes de ser renombrado como The Blue Blazer, con sus primeras apariciones derrotando a Terry Gibbs, Steve Lombardi y Barry Horowitz. Blazer hizo su debut de pago por visión en Survivor Series, haciendo pareja con Ultimate Warrior, Brutus Beefcake, Jim Brunzell y Sam Houston contra Honky Tonk Man, Greg Valentine, Outlaw Ron Bass, Bad News Brown y Dangerous Danny Davis. Blazer fue eliminado por Valentine, pero su equipo ganaría la lucha. Siguió luchando en el midcard, derrotando a jobbers pero frecuentemente perdiendo contra talentos mayores; perdió contra Ted DiBiase en la edición de Saturday's Night Main Event del 11 de marzo de 1989 y contra Mr. Perfect en Wrestlemania V.

### Regreso al circuito independiente (1989-1991)
Poco después de Wrestlemania, Hart dejó la WWF para viajar por el mundo tanto con el gimmick de Blue Blazer como sin él. También volvió a Stampede, hasta que esta cerró en diciembre de 1989. En 1991, Hart perdió la máscara de Blue Blazer en una lucha de máscara contra máscara contra el luchador mexicano El Canek, despidiéndose del gimmick de Blue Blazer.

### World Championship Wrestling (1991)
Owen debutó en la World Championship Wrestling en el programa del mismo nombre el 16 de marzo de 1991, la primera de cinco luchas en las que compitió, todas las cuales eran contra talento preliminar. En una de las luchas, Owen hizo pareja con Ricky Morton.

### Regreso a la WWF (1991-1999)

#### The New Foundation y High Energy (1991-1992)
Hart había estado en discusiones de contrato con la WCW, pero nunca llegaron a un trato, ya que Owen no estaba dispuesto a mudarse con su familia a los cuarteles generales de la empresa en Atlanta. Debido a esto, firmó con la WWF por segunda vez. En la WWF, la popular Hart Foundation, compuesta de su hermano Bret y su cuñado en la vida real Jim Neidhart, se habían separado, Bret se adentró a una carrera en solitario mientras que Neidhart estaba siendo utilizado ocasionalmente. Cuando Neidhart regresó de una lesión en storyline, se unió a Owen para formar una pareja conocida como The New Foundation.
Owen y Neidhart iniciaron un feudo con The Beverly Brothers. Ellos tuvieron entonces su única lucha en PPV en Royal Rumble en enero de 1992, donde derrotaron a The Orient Express. Neidhart dejó la WWF poco después y Hart empezó una muy corta carrera en solitario, incluyendo una lucha en Wrestlemania VIII contra Skinner. Poco después de Wrestlemania, Hart hizo pareja con Koko B. Ware para formar el dúo conocido como High Energy. Ellos tuvieron su única lucha en PPV como pareja, en Survivor Series donde perdieron contra The Headshrinkers. La pareja fue silenciosamente disuelta al inicio de 1993 con Hart iniciando una carrera en solitario.
A mediados de 1993, cuando el feudo de Bret Hart contra Jerry Lawler inició, Owen estuvo por el lado de su hermano y luchó contra Lawler en la United States Wrestling Association, donde la mayoría del talento de la WWF eran considerados heels. Owen ganó el Campeonato Unificado Mundial Peso Pesado de la USWA tras derrotar a Papa Shango, la participación de Owen en el feudo entre la WWF y la USWA fue interrumpida cuando sufrió una lesión en la rodilla en el verano de 1993 y fue obligado a tomar un tiempo lejos del ring.

#### Feudo con Bret (1993-1995)
Hart regresó a la WWF en el otoño de 1993, en un momento el feudo de Bret con Lawler fue temporalmente dejado de lado. Bret, junto con Owen y sus hermanos Bruce y Keith, se iban a enfrentar a Lawler y su equipo en Survivor Series. Sin embargo, Lawler no pudo llegar al evento y como resultado no podía aparecer en un programa televisado de la WWF. Lawler fue reemplazado por Shawn Michaels. Durante la lucha Owen y Bret inadvertidamente chocaron, causando que Owen fuera eliminado de la lucha. Owen se presentó después de la lucha y tuvo una airada confrontación con Bret, mientras que Keith, Bruce y Stu trataron de calmar la situación. Esta confrontación terminó con Owen dejando el ring en medio de abucheos mientras que sus hermanos y padre le observaban consternados y la madre Helen lloraba en el ringside. La noche siguiente Owen adoptó las medias rosa y negra, los lentes de sol y el movimiento final del Sharpshooter para enviar un mensaje a su hermano. Owen, molesto por estar en la sombra de Bret, desafió a su hermano a una lucha, la cual Bret rechazó. Los hermanos parecían reunirse durante las fiestas.

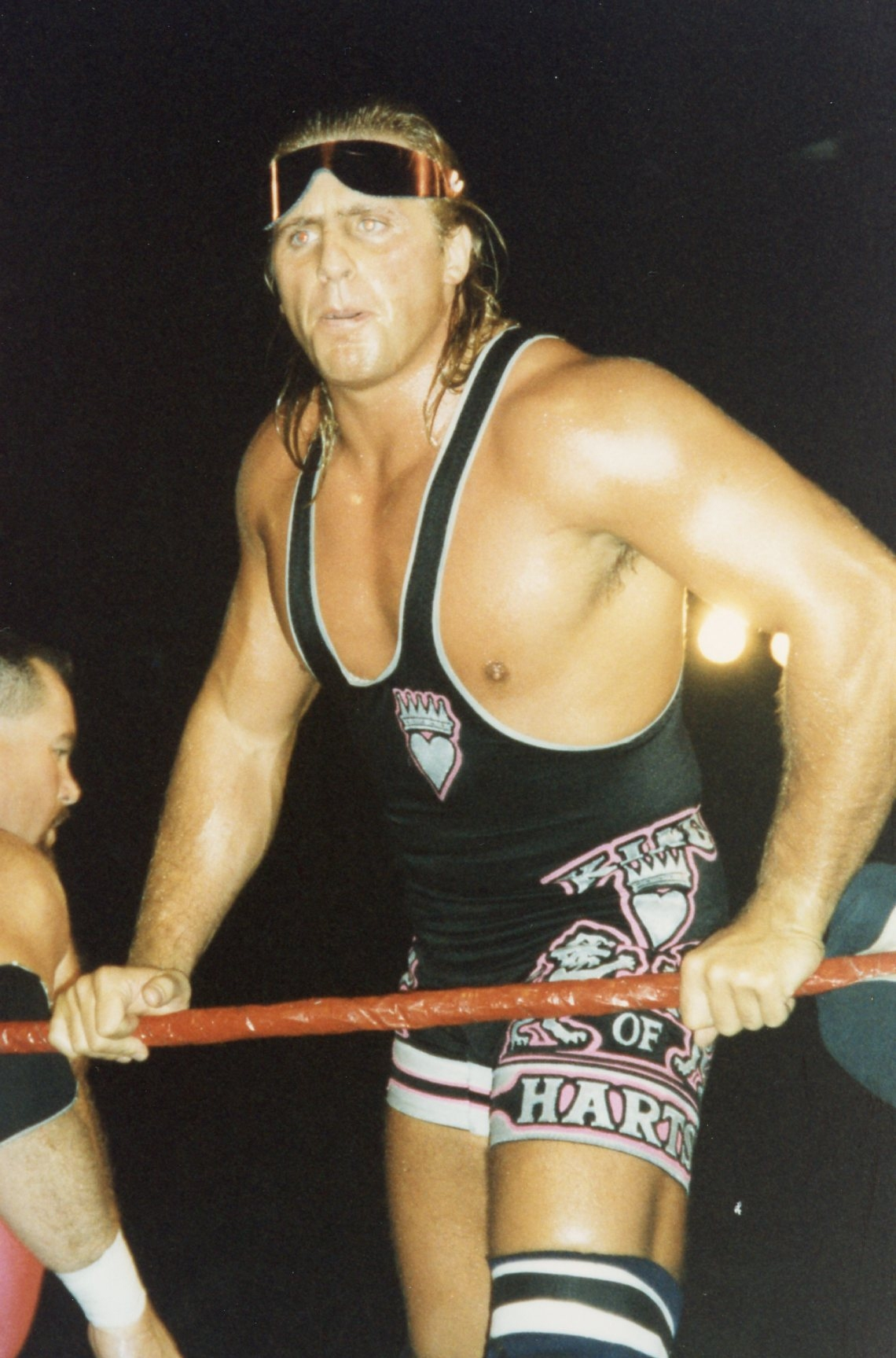
Hart en 1994.

Bret intentó enmendar las cosas con Owen, haciendo pareja con él frecuentemente. Bret incluso llegó a obtener una oportunidad para los dos por el Campeonato en Parejas de la WWF. Se enfrentaron a The Quebecers por los títulos en Royal Rumble en enero de 1994. Inicialmente todo iba bien entre los hermanos, pero cuando Bret se lastimó la rodilla (kayfabe) y fue incapaz de dar el relevo a Owen por un largo período de tiempo, el joven Hart se frustró. Cuando el árbitro detuvo la lucha por la rodilla dañada de Bret, Owen se enfureció; pateó a su hermano en la rodilla y se marchó, insultando a Bret mediante el Titantron poco después mientras Bret era llevado a camerinos. Esto empezó su paso como heel. Después del acto, un enfurecido Owen acusó a su hermano de ser egoísta y de retenerlo de su potencial. Owen admitió que se sentía bien desquitarse con su hermano. Los dos hermanos se enfrentaron por primera vez en Wrestlemania X, donde Owen limpiamente cubrió a su hermano mayor. Después en la tarde, Bret ganó el Campeonato Mundial Peso Pesado de la WWF mientras que Owen se quedó mirando y observaba celoso mientras Bret celebraba en el ring. Owen ganó el torneo de King of the Ring con la ayuda de Jim Neidnart. Tras la victoria, Owen tomó el sobrenombre de "King of Harts."
Owen y Bret tuvieron un feudo a través del verano de 1994, luchando en varias oportunidades tanto en luchas en solitario como en parejas (The British Bulldog regresó para ayudar a Bret). Dos luchas resaltan en este feudo: primero, su lucha de jaula de acero en Summerslam por el Campeonato Mundial Peso Pesado de la WWF de Bret, la cual él mismo ganó. Esta lucha posteriormente recibió una clasificación de 5 estrellas por Dave Meltzer. El segundo fue una lucha de leñadores el 17 de agosto, la cual Owen inicialmente ganó y fue anunciado como el nuevo Campeón Mundial de la WWF; Bret ganó la lucha después de que se ordenara que fuera continuada debido a interferencia. En Survivor Series, Owen asestó el golpe más dañino contra su hermano al persuadir a su propia madre Helen a tirar la toalla por Bret. La táctica le costó a Bret su título mundial contra Bob Backlund. Owen, también evitó que Bret recuperara el título en Royal Rumble en 1995, cuando intervino en la lucha entre Bret y el nuevo campeón Diesel. En las semanas después de Royal Rumble, Bret y Owen se enfrentaron nuevamente con Bret limpiamente derrotando a Owen, además poniendo fin a su feudo por un tiempo.

#### Equipo con Yokozuna (1995)
Owen se recuperó de la derrota contra Bret al ganar el Campeonato en Parejas de la WWF tras derrotar a The Smoking Gunns en Wrestlemania XI. Owen, quién fue seguido por una "Pareja Misteriosa", había desafiado a los Gunns a una lucha en parejas por el título; la pareja resultó ser el excampeón mundial Yokozuna. Después de la victoria, Owen tomó a Jim Cornette y Mr. Fuji como sus mánager, quienes ya manejaban a Yokozuna. 
El equipo de Owen y Yokozuna defendió el título por cinco meses hasta que los perdieron contra Shawn Michaels y Diesel el 24 de septiembre en In Your House 3. La estipulación del combate implicaba que estaban todos los títulos en juego: el WWE Championship de Diesel, el Intercontinental de Michaels y los títulos en parejas mencionados. Otro detalle es que como estaba en labor de parto la mujer de Owen, este fue reemplazado por su cuñado, el British Bulldog (Davey Boy Smith). Pero en medio del combate, Hart intervino y le hicieron la cuenta de 3 a él. Como esa cobertura implicó un error del referí, el resultado se consideró nulo y les devolvieron los títulos a Hart y Yokozuna en el RAW del día siguiente. No obstante, en ese mismo show perdieron los títulos con los Smoking Gunns. Owen y Yokozuna siguieron haciendo pareja esporádicamente hasta el fin del año.

#### Haciendo pareja con British Bulldog (1996-1997)
En 1995, el cuñado de Owen, Davey Boy Smith pasó a ser heel y se unió al stable Camp Cornette. Durante el verano de 1996, los dos cuñados empezaron a hacer pareja con más frecuencia, a veces junto a Vader, quién también era un integrante del Camp Cornette. Owen también fue comentarista a color en King of the Ring de 1996 (exhibiendo claro apoyo a Vader y Smith) y durante esa vez llevaba un yeso en su antebrazo derecho por algunos meses, fingiendo una molesta lesión para subsecuentemente utilizar el yeso como arma durante sus luchas.
En septiembre de 1996, Bulldog y Hart obtuvieron una oportunidad por el título en parejas en In Your House 10. Owen y Bulldog se fueron con el oro al derrotar a the Smoking Gunns.  También obtuvieron un nuevo mánager ya que Clarence Mason había estafado a Jim Cornette a firmar los contratos de los nuevos campeones. Sin embargo, los signos de disensión empezaron a mostrarse. En una ocasión donde esto era evidente fue en el Royal Rumble cuando Hart accidentalmente eliminó a Bulldog. Después de Royal Rumble, tuvieron un error de comunicación en luchas contra Doug Furnas y Phil LaFon, y Bulldog despidió a Mason después de perder una lucha contra Crush, quién también era manejado por Mason, algo que a Hart no le sentó bien. Otro motivo de contención era el recientemente creado Campeonato Europeo de la WWF; ambos lucharon a las finales para coronar al primer campeón, con Bulldog saliendo victorioso.
Tras retener los títulos en parejas contra the Headbangers por descalificación el 24 de marzo de 1997 en Monday Night Raw, la tensión entre los dos salió a flote. Un enfurecido Hart exigió una oportunidad por el título Europeo de Bulldog a la semana siguiente. La lucha estaba pactada para el 31 de marzo; esa noche, los dos se enfrentaron con tal intensidad que muchos pensaron que los campeones en parejas se habían separado. Luego, en un chocante momento, Bret Hart, quién se había vuelto heel apareció en ringside y detuvo la lucha. Bret apeló tanto a Owen y Bulldog, hablando acerca de la importancia de la familia. Ellos acordaron poner sus diferencias de lado y se unieron a Bret para formar la nueva Hart Foundation, un stable antiamericano que incluía a su cuñado Jim Neidhart y el amigo de la familia Hart, Brian Pillman.

#### Reunión de la Hart Foundation (1997)

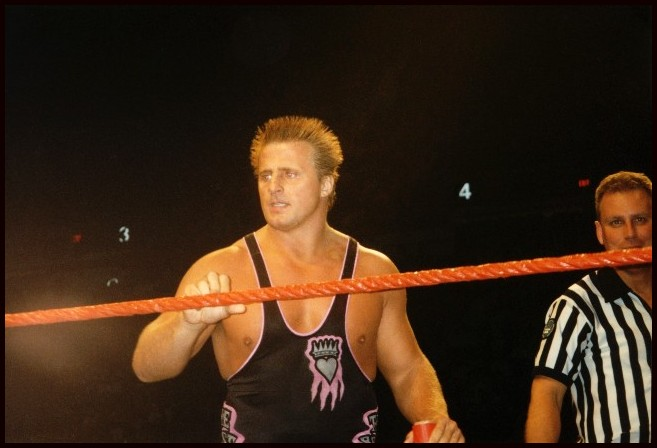
Owen Hart en 1997.

Después de formar la Hart Foundation, Owen rápidamente obtuvo oro en solitario al cubrir a Rocky Maivia para ganar su primer Campeonato Intercontinental de la WWF. Esto significó que la Hart Foundation tenía cada título de la WWF a excepción del título mundial, solidificando su dominación en la empresa. No fue todo éxito para Owen, sin embargo, ya que él y British Bulldog perdieron sus títulos en parejas contra Stone Cold Steve Austin y Shawn Michaels el 26 de mayo de 1997. Empezó a tener un feudo con Austin poco después.
Owen y Bulldog obtuvieron una segunda oportunidad para recuperar los títulos en parejas después de que Michaels dejara vacante su mitad del campeonato debido a una lesión. En la edición de Raw del 14 de julio de 1997, los dos entraron a un torneo y ganaron para enfrentarse a Austin y un compañero de su elección esa tarde por los títulos vacantes. Ese compañero resultaría ser Dude Love, quién se declaró a sí mismo como el compañero de Austin y lo ayudó a derrotar a Hart y Bulldog por los campeonatos en parejas.
En Summerslam en agosto, Hart tenía que defender su Campeonato Intercontinental contra Austin, donde era obligado a besar su trasero si él perdía. Durante la lucha, Hart hizo un botch con su piledriver e impactó a Austin con la punta de su cabeza, lesionando su cuello. Austin ganó el título de Hart esa tarde, pero debido a la lesión fue forzado a vacar el título. A pesar de que la situación fue un accidente, la WWF decidió hacerlo parte del storyline ya que Owen empezó a llevar una polera que parodiaba la de Austin que decía "Owen 3:16/I Just Broke Your Neck". Hart entró a un torneo para coronar un nuevo campeón.
Hart peleó su camino a las finales del torneo para coronar al próximo campeón Intercontinental y estaba a punto de enfrentarse a Farooq en In Your House: Bad Blood. Owen derrotó a Farooq con ayuda de Austin. Poco después, Austin explicó que él quería vencer a Hart por el título apenas regresara y no podía permitir a Farooq o cualquiera que lo venciera, Después de que Hart retuvo dos veces el título entre Bad Blood y Survivor Series en Montreal, Austin tuvo su deseo y derrotó a Hart por el Campeonato Intercontinental otra vez. Luego esa noche, la Traición de Montreal tomó lugar. Bret dejó la WWF después del incidente y tanto British Bulldog como Jim Neidhart fueron liberados inmediatamente de sus contratos para irse a la WCW. Esto dejó a Owen como el único miembro de la familia Hart en quedarse en la WWF, debido a sus obligaciones de contrato. A diferencia de Smith y Neidhart, Vince McMahon no podía otorgarle a Owen una liberación de su contrato y Owen se quedó en la compañía. Él estaba escéptico acerca de regresar a la WCW de todos modos, ya que no estaba confiado de que la organización lo utilizara correctamente. Bret dijo que la más grande razón por la cual Owen no hizo el paso, era porque el presidente de la WCW, Eric Bischoff, no estaba dispuesto a fichar por él.

#### The Black Hart y Nation of Domination (1997-1998)
Hart no ha sido mencionado ni visto en la programación de la WWF hasta que hizo una aparición sorpresa después de que Shawn Michaels retuviera su título tras perder contra Ken Shamrock vía descalificación en In Your House: D-Generation X donde atacó a Shawn Michaels. Ahora un face, pero con una actitud inquieta y asocial, Hart se volvió conocido como "The Lone Hart" y también "The Black Hart". Owen tuvo un feudo con DX y desafió a Shawn Michaels por el Campeonato Mundial de la WWF en la edición de Raw del 29 de diciembre de 1997: Hart teniendo a Michaels a punto de rendirse cuando Triple H intervino para salvar el título de Michaels, dándole a Hart la victoria por descalificación. Posteriormente ganó el título europeo de Triple H, aunque no directamente. Goldust se vistió como Triple H en un intento de engañar a Hart, pero el Comisionado Slaughter lo consideró ser un reemplazo legítimo. Hart después sufrió una lesión (kayfabe) en el tobillo durante una lucha contra Barry Windham involucrando a Triple H. Cuando Hart se unió al comentario en el ringside, Triple H logró incitar a Owen a una lucha súbita por el título y lo recuperó. Chyna intervino mientras el árbitro no estaba mirando y mientras Triple H distraía al árbitro, ella atacó a Hart detrás de la rodilla izquierda con un bat de béisbol, lo agarró y tiró de vuelta al ring donde Triple H le hizo una llave al tobillo para ganar el Campeonato Europeo bajo discreción de los árbitros en una forma controversial.
Cuatro semanas después de Wrestlemania, durante una lucha en parejas con Ken Shamrock contra D'Lo Brown y Rocky Maivia (quien comenzó a usar el nombre como The Rock), Hart traicionó a Shamrock, "rompiendo el tobillo" y "mordiendo la oreja" en el proceso. Después del ataque a Shamrock, Hart se convirtió en el colíder, con The Rock, de Nation of Domination. El primer gran feudo de Nation fue contra DX. Fue durante su feudo donde D-Generation X parodió a Nation of Domination. La imitación fue completa con un actor vistiéndose y actuando como Hart. La participación de Hart en el feudo contra DX fue terminada cuando Shamrock regresó de las lesiones para vengarse de Hart. Los dos se enfrentaron en dos luchas de especialidad en PPV, pero nada puso conclusión a su rivalidad.

#### Haciendo pareja con Jeff Jarrett; Regreso de Blue Blazer (1998-1999)
Hart siguió con Nation por el resto del año hasta su disolución. Después de Summerslam, hizo pareja con Jeff Jarrett. Hart y Jarrett tenían a la mánager de este último, Debra, en su esquina. Durante un tiempo fue propuesto un storyline que tuviera una relación en pantalla con Debra, algo que Owen rechazó por lealtad a su esposa Martha.
Tras una lucha en la cual Hart "accidentalmente lesionó" a Dan Severn, Hart aparentemente renunció a la WWF. Haciendo referencia a la legítima lesión que Hart le había provocado a Austin el año anterior, el angle borró las líneas entre la realidad y el "storyline". Tan pronto como Hart "renunció", Blue Blazer apareció en la WWF declarando que él no es Hart a pesar de lo obvio de quién era que estaba bajo la máscara. A diferencia de la primera estancia del personaje, Blazer era ahora un sobreprotector y farisaico heel que trataba a la Attitude Era de la WWF con desdén y el cual según el creativo principal de WWF por aquel entonces, Vince Russo, se buscaba hacer popular la faceta cómica de la personalidad de Owen Hart. Hart y Jarrett terminaron haciendo del storyline una comedia. Para demostrar que Hart no era Blazer, se presentó al lado de Blue Blazer, quién era un enmascarado Jarrett. En un intento posterior para demostrar que ni Hart ni Jarrett era Blazer, ambos aparecieron al lado de un hombre con la máscara de Blue Blazer; sin embargo, era obvio que un hombre negro estaba bajo la máscara (Koko B. Ware). El 25 de enero de 1999, Hart y Jarrett derrotaron a Ken Shamrock y Big Boss Man por los títulos en parejas. La pareja exitosamente defendió los títulos contra Test y D'Lo Brown en Wrestlemania XV. Ellos perdieron los títulos contra el equipo de Kane y X-Pac en un (pregrabado) episodio de Raw que salió al aire el 5 de abril de 1999. Sin embargo, Hart y Jarrett siguieron haciendo pareja hasta la muerte de Hart en mayo durante el evento pago por visión Over the Edge.

## Fallecimiento

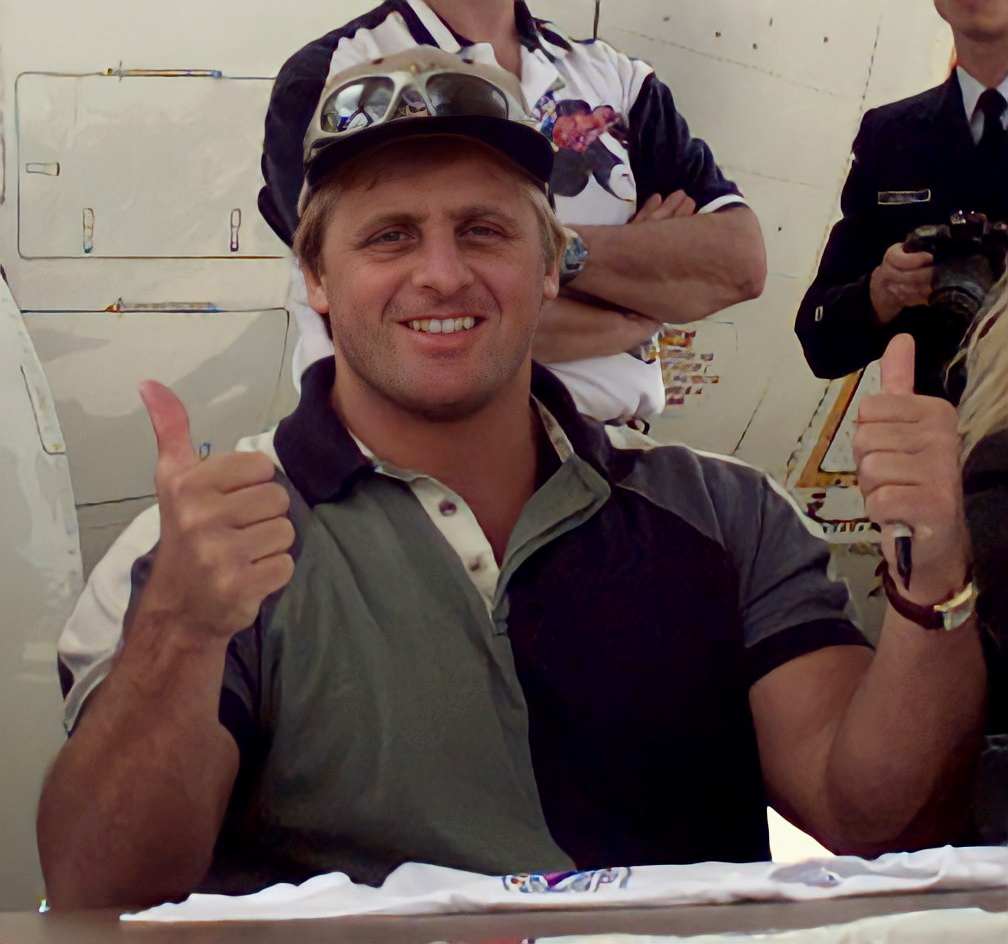
Hart en una foto tomada el 15 de mayo de 1999, ocho días antes de su muerte.

El 23 de mayo de 1999, Hart falleció al caer desde una altura de 24 metros mientras era descendido por medio de un arnés en Kansas City durante el evento de pago por visión «Over the Edge». Hart estaba en proceso de aterrizar con un arnés y un gancho hacia el cuadrilátero desde el techo del coliseo Kemper Arena para una lucha pactada por el Campeonato Intercontinental contra The Godfather. Estando bajo el personaje «superhéroe bufonesco» de Blue Blazer, iba a empezar una entrada dramática, siendo bajado casi encima del nivel del cuadrilátero, momento al cual él podría actuar «enredado», luego liberarse así mismo desde el arnés de seguridad y caer plano en su cara para dar un efecto cómico. Esto necesitaba el uso de un mecanismo de liberación rápida. Era una elaboración de una acrobacia hecha previamente en WWF Sunday Night Heat antes de Survivor Series en 1998.  Mientras iba siendo descendido hacia el cuadrilátero, Hart cayó desde veinticuatro metros de altura, e impactó con el pecho en la cuerda superior (aproximadamente un pie desde el esquinero más cercano), arrojándolo hacia el  cuadrilátero.
Hart había realizado la acrobacia unas pocas veces antes. La viuda de Owen, Martha sugirió que, moviéndose alrededor para estar cómodo con el arnés y la capa, Hart inintencionadamente hizo una liberación temprana. Los que veían el evento en televisión no vieron el incidente. Durante la caída, una vignette pregrabada estaba siendo exhibida en la emisión por PPV además de los monitores en la arena oscurecida. Poco después los camarógrafos rápidamente apuntaron sus cámaras lejos del cuadrilátero de modo que, mientras Hart estaba siendo atendido por personal médico adentro del cuadrilátero, la transmisión del evento en vivo mostraba solo a la audiencia. Mientras tanto, el anunciador Jim Ross repetidamente dijo a aquellos que veían el evento PPV en vivo que lo que había ocurrido no formaba parte del espectáculo y que Hart había sido lastimado seriamente, enfatizando la seriedad de la situación. Carlos Cabrera y Hugo Savinovich que hacían los comentarios del evento en Español y traducían la promo de Owen en su personaje, interrumpieron por unos segundos su traducción para después enfatizar la situación real que estaba ocurriendo. Hart fue transportado al Truman Medical Center en Kansas City. Mientras hubo intentos de revivirlo, Owen murió debido a sus lesiones. La causa de muerte fue informada como una hemorragia interna causada por una fuerte contusión.
Sus restos mortales reposan en el cementerio de Queen's Park, en Calgary, su ciudad natal.

### Controversia
De manera controvertida, el personal de la WWF decidió proseguir el evento. Posteriormente, Jim Ross, presionado por el aquel entonces productor ejecutivo Kevin Dunn, anunció la muerte de Hart a los espectadores que miraban el PPV por televisión, pero no al público en la arena. Mientras el evento continuó, nunca fue lanzado comercialmente por WWF Home Video. En 2014, quince años después de su muerte, WWE Network lanzó el evento por primera vez. Una pequeña foto en tributo es mostrada antes del inicio informando a los fanáticos que Hart falleció durante la transmisión original. Toda la grabación de Hart fue editada y eliminada del evento.
En las semanas que siguieron la muerte de Owen, la mayoría de la atención fue enfocada en el arnés que Owen estaba utilizando esa noche, especialmente en el gatillo de «liberación rápida» y los pestillos de seguridad. Cuando alguien es descendido de los techos en un arnés, hay pestillos de apoyo que deben ser utilizados por propósitos de seguridad. Cuatro semanas después del evento, la familia Hart demandó a la WWF por lo peligrosa y mal planeada que estaba la acrobacia, y que el sistema de arnés era defectuoso. Después de más de un año y medio en el caso, un acuerdo se llegó el 2 de noviembre de 2000, el cual terminó con la WWF dándole dieciocho millones de dólares. La empresa manufacturera del sistema de arnés también era acusada por la familia Hart, pero fue desestimada del caso al llegar a un acuerdo. Martha utilizó los millones del acuerdo para establecer la Owen Hart Foundation. Martha escribió un libro sobre la vida de Owen en 2002 llamado Broken Harts: The Life and Death of Owen Hart. Además, Martha, le prohibió a la WWE el uso del nombre e imagen de Owen Hart en todo (incluyendo el introducir a Owen al Salón de la Fama de la WWE).
En su DVD Bret "Hitman Hart: The Best There Is, the Best There Was, the Best There Ever Will Be, Bret dijo que el desea que hubiera estado con la WWF la noche en que el accidente de Owen ocurrió, ya que el hubiera desmotivado a Owen de realizar la acrobacia. Triple H ha declarado en algunas entrevistas que el ápodo de «The Game» que el adoptaría meses después de la muerte de Owen, fue originalmente intencionado para Owen. Triple H adoptaría el apodo para sí mismo en honor a Owen.

## Legado
En 2001, la hermana de Hart, Diana, lanzó su primer libro llamado Under the Mat, que trataba sobre su familia. El libro fue escrito parcialmente en respuesta a la muerte de Owen y se volvió muy controvertido. La viuda de Owen, Martha Hart, inició acciones legales por el trabajo y afirmó que Diana hizo declaraciones inexactas e irresponsables sobre ella y su familia. Afirmó que el libro estaba "lleno de distorsiones, declaraciones erróneas y difamaciones injustificadas que intentan destruir la reputación de mi familia y de mí, y socavar la memoria de Owen".
En junio de 2010, Martha presentó una demanda contra la WWE por el uso que la WWE hizo del nombre y la imagen de Owen, así como por las fotos personales de la familia de Hart en el DVD de la WWE Hart & Soul, así como por la falta de pago de regalías. El asunto estaba programado para ir a juicio en junio de 2013 antes de que se llegara a un acuerdo en abril de 2013 por un monto no revelado.
Durante la inducción al Salón de la Fama de la WWE de Mark Henry en 2018, Henry le pidió a Martha Hart que permitiera que su difunto esposo fuera incluido en el Salón de la Fama. Martha ha criticado el Salón de la Fama de la WWE, afirmando: "Ni siquiera tienen un Pasillo de la Fama. No existe. No hay nada. Es una entidad falsa. No hay nada real o tangible. Es solo un evento que tienen que ganar dinero. Lo ponen en la televisión y tienen una celebración, y es tan ridículo. Ni siquiera lo entretendría. Es basura".
El final de la segunda temporada de Dark Side of the Ring reveló detalles sobre la carrera de lucha libre, el legado y la muerte de Owen.
El 20 de septiembre de 2021, All Elite Wrestling (AEW), anunció el torneo de la Copa Owen Hart, en alianza con la Fundación Owen Hart, donde el ganador recibirá un trofeo conocido como "The Owen", así como producción y distribución. de productos únicos y originales de Owen Hart, incluidos productos minoristas específicos, así como el próximo juego de consola AEW.

## Campeonatos y logros
- New Japan Pro Wrestling/NJPW

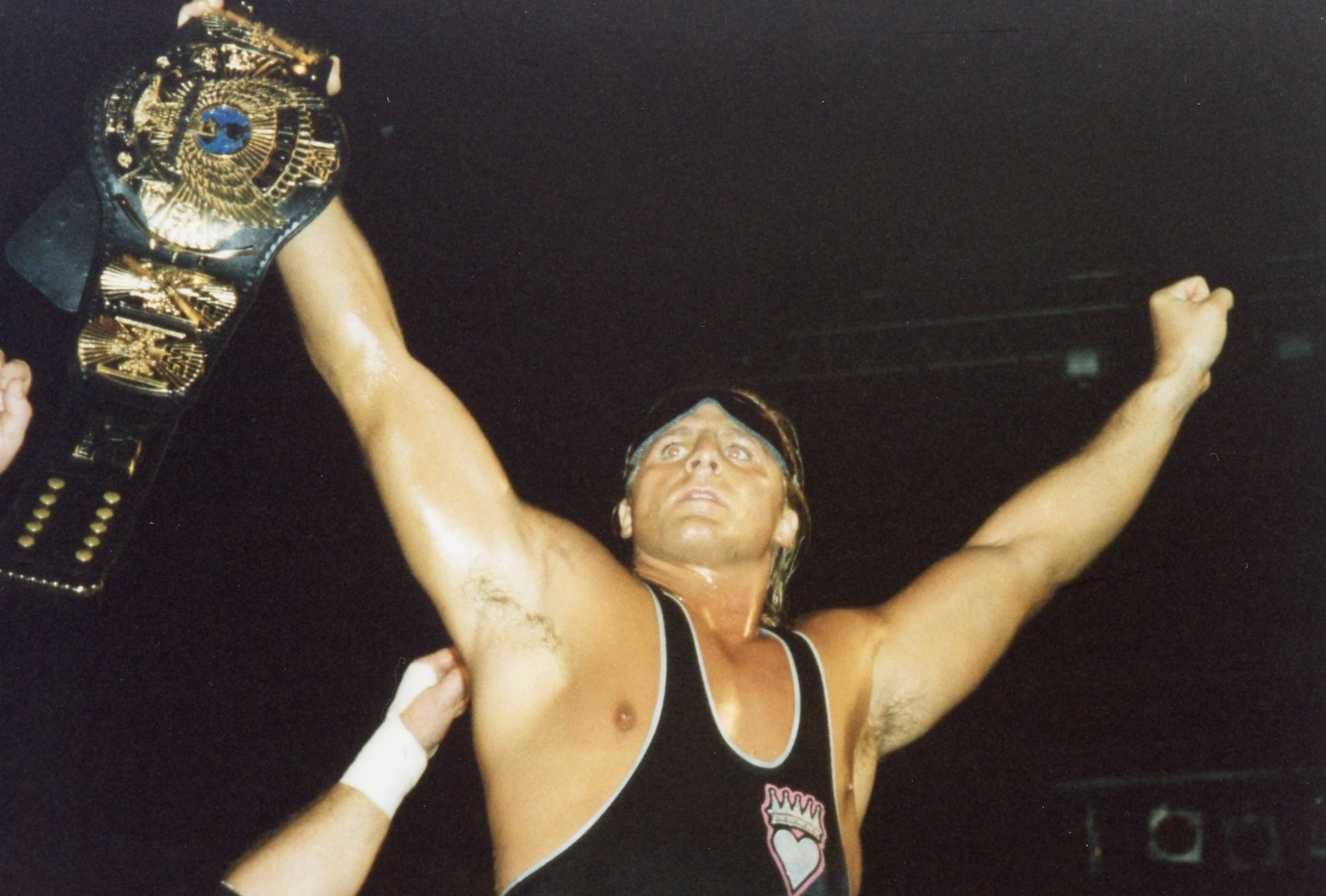
Hart sosteniendo el Campeonato de la WWF, el único logro mayor de la WWF que no consiguió.

  - IWGP Junior Heavyweight Championship (1 vez)

- Stampede Wrestling
  - Stampede British Commonwealth Mid-Heavyweight Championship (1 vez)
  - Stampede International Tag Team Championship (1 vez) — con Ben Bassarab
  - Stampede North American Heavyweight Championship (2 veces)
  - Stampede Wrestling Hall of Fame

- World Wrestling Federation/WWF
  - WWF Intercontinental Championship (2 veces)
  - WWF European Championship (1 vez)
  - WWF Tag Team Championship (4 veces) — con Yokozuna (2), British Bulldog (1) y Jeff Jarrett (1)
  - King of the Ring (1994)
  - Slammy Award (3 veces)
    - Biggest Rat (1994)
    - Squared Circle Shocker (1996)
    - Best Bow Tie (1997)
- Pro Wrestling Illustrated
  - Novato del año - 1987
  - Feudo del año - 1994, vs Bret Hart
  - Premio del editor - 1994
  - Situado en el N°66 dentro de los mejores luchadores de la historia en los PWI Years el 2003.
  - Situado en el N°84 dentro de los mejores equipos de la historia, junto a British Bulldog, en los PWI Years el 2003.

- Wrestling Observer Newsletter
  - Mejor luchador volador - 1987
  - Mejor luchador volador - 1988
  - Lucha 5 estrellas - vs. Bret Hart, 1994 (29 de agosto de 1994, SummerSlam)
  - Feudo del año - 1997, con Bret Hart, Jim Neidhart, Davey Boy Smith y Brian Pillman vs. Steve Austin